# Campeonato Mundial de Ciclismo em Estrada de 1991
Os Campeonatos do Mundo de ciclismo de 1991 celebraram-se em Stuttgart, Alemanha de 21 a 25 de agosto de 1991.

## Resultado
| Event                       | Ouro                                                                        | Ouro       | Prata                                                                          | Prata    | Bronze                                                                                     | Bronze   |
| --------------------------- | --------------------------------------------------------------------------- | ---------- | ------------------------------------------------------------------------------ | -------- | ------------------------------------------------------------------------------------------ | -------- |
| Provas masculinas           |                                                                             |            |                                                                                |          |                                                                                            |          |
| Homens - corrida em linha   | Gianni Bugno · Itália                                                       | 6h 20' 23" | Steven Rooks · Países Baixos                                                   | s.t.     | Miguel Indurain · Espanha                                                                  | s.t.     |
| Contrarrelógio por equipas  | Itália · Flavio Anastasia · Luca Colombo · Gianfranco Contri · Andrea Peron | 1h 54' 48" | Alemanha · Uwe Berndt · Bernd Dittert · Uwe Peschel · Michael Rich             | + 2' 33" | Noruega · Stig Kristiansen · Johnny Saether · Roar Skaane · Bjørn Stenersen                | + 2' 51" |
| Amador - corrida em linha   | Victor Rjaksinski · Ucrânia                                                 | 4h 28' 04" | Davide Rebellin · Itália                                                       | -        | Beat Zberg · Suíça                                                                         | -        |
| Provas femininas            |                                                                             |            |                                                                                |          |                                                                                            |          |
| Mulheres - corrida em linha | Leontien van Moorsel · Países Baixos                                        | 2h 09' 47" | Inga Thompson · Estados Unidos                                                 | + 1' 54" | Alison Sydor · Canadá                                                                      | + 2' 46" |
| Contrarrelógio por equipas  | França · Marion Clignet · Nathalie Gendron · Cécile Odin · Catherine Marsal | 1h 02' 14" | Países Baixos · Monique de Bruin · Monique Knol · Astrid Schop · Cora Westland | + 27"    | União Soviética · Nina Grinina · Nadezhda Kibardina · Valentina Polkhanova · Aiga Zagorska | + 37"    |